# TV Pika
TV PIKA je bil televizijski program, ki potekal pod okriljem televizijske hiše Pro Plus in se je po gledanosti uvrščal takoj za slovenskimi nacionalnimi TV programi (Vir: AGB Nielsen Media Research).
Program je temeljil na raznovrstni lokalni produkciji, obogateni s tržnimi trendi. Na programski shemi so gledalci našli zabavne in informativne oddaje domače produkcije Randevu, Ujemi sanje, Imejte jih radi, ABCD, Iz sveta kulture, Kuhinjca, Preparty/Afterparty, Sadovi znanja, Uživajmo, Maruča, TV Impresionisti in druge. 
Program je prenehal z oddajanjem 2. septembra 2010. Že naslednji dan je oddajanje pričela televizija POP BRIO.